# Tal para cual (Goya)
|  |

El aguafuerte Tal para cual es un grabado de la serie Los Caprichos del pintor español Francisco de Goya. Está numerado con el número 5 en la serie de 80 estampas. Se publicó en 1799.

## Interpretaciones de la estampa
Existen varios manuscritos contemporáneos que explican las láminas de los Caprichos. El que se encuentra en el Museo del Prado se tiene como autógrafo de Goya, pero parece más bien despistar y buscar un significado moralizante que encubra significados más arriesgados para el autor. Otros dos, el que perteneció a Ayala y el que se encuentra en la Biblioteca Nacional, realzan la parte más escabrosa de las láminas.
- Explicación de esta estampa del manuscrito del Museo del Prado: Muchas veces se ha dispuesto si los hombres son peores que las mujeres, ó lo contrario. Los vicios de unos y otros vienen de la mala educación. Donde quiera que los hombres sean perversos, las mujeres lo serán también. Tan buena cabeza tiene la señorita que se representa en la estampa como el pisaverde que la está dando conversación: y en cuanto a las viejas, tan infame es la una como la otra.[2]
- Manuscrito de Ayala: Maria Luisa y Godoy.[2]
- Manuscrito de la Biblioteca Nacional: La Reina y Godoy cuando era Guardia, y los burlaban las lavanderas. Representa una cita que han proporcionado dos alcahuetas, y de que se están riendo, haciendo que rezan el rosario.[2]

Camón Aznar, considera  que hay una obsesión por encontrar alusiones a personas de la Corte. Piensa que en este capricho se trata más bien de una sátira al sistema social más que a individuos concretos.

## Técnica del grabado
El dibujo preparatorio en aguada de tinta china, conservado en el Museo del Prado, lleva a lápiz la siguiente inscripción: Las viejas se salen de risa porque saben que él no lleva un cuarto. La estampa es muy fiel al dibujo. Según Gassier, el dibujo preparatorio se trata del que estaba pensado como Sueño 19.
Este grabado es de fuertes y recargadas tintas en negro. Las dos parejas forman dos acordes paralelos. La del galán y la maja joven y hermosa, engañada por el petimetre de mirada rapaz y suficiente. Y las dos viejas sentadas al fondo que ríen y critican la escena.
Goya transforma la idea inicial, captada en su apunte preparatorio con el comentario  Las viejas se salen de risa porque saben que él no lleva un cuarto en una escena más siniestra solamente cambiando el título Tal para cual y dando unos tonos oscuros.